# Robert Knox (zeeman)

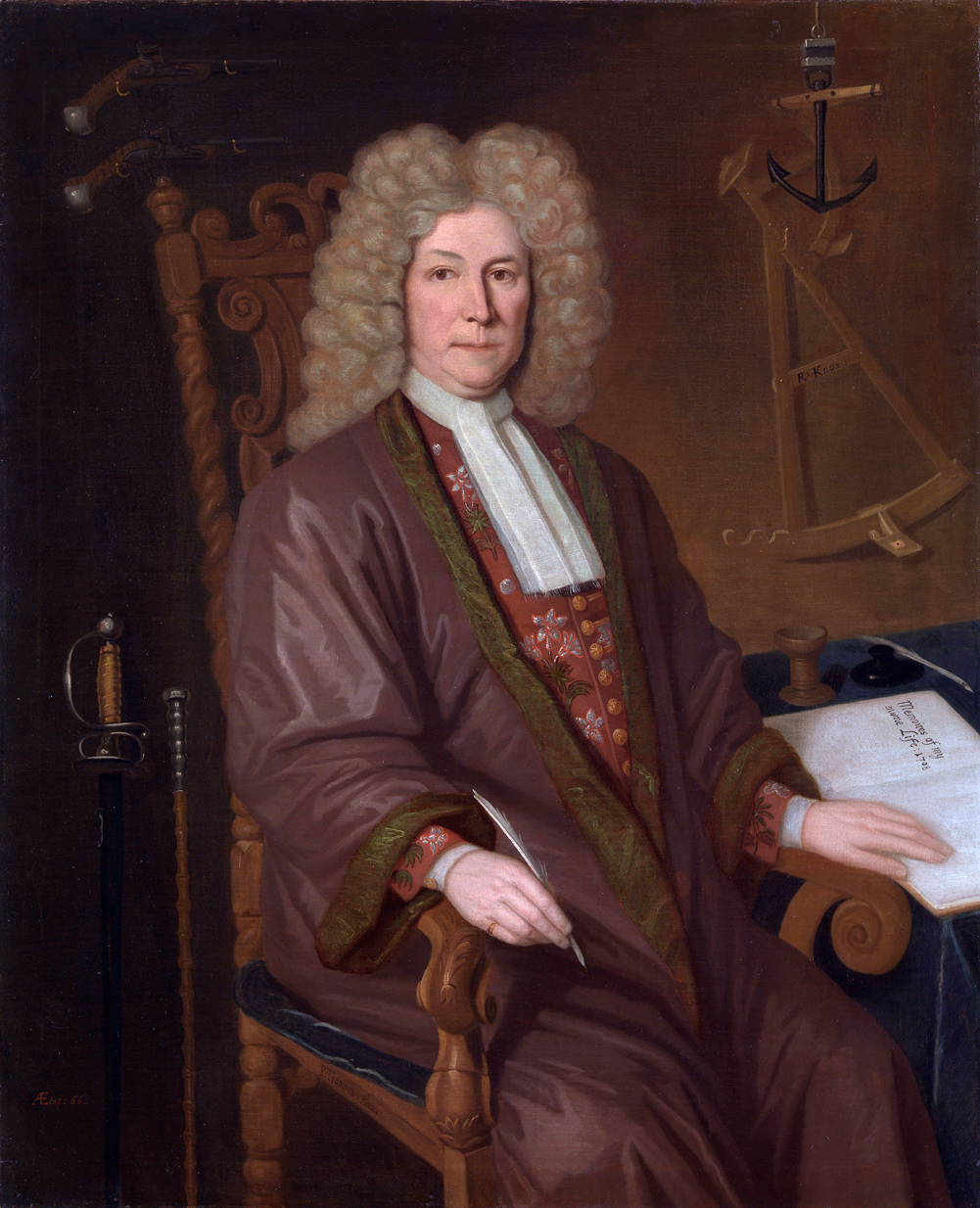
Robert Knox (1711)

Robert Knox (8 februari 1641 - 19 juni 1720) was een Engelse zeekapitein van een handelsschip in dienst van de Britse Oost-Indische Compagnie. Knox werd tussen 1659 en 1679 twintig jaar lang gevangengehouden door de Kandiaanse koning Rajasingha II in de binnenlanden van Sri Lanka. Over dit gevangenschap publiceerde Knox in 1681 het boek An Historical Relation of the island Ceylon. Het boek geldt nog altijd als de belangrijkste bron over de inheemse cultuur van Sri Lanka in de zeventiende eeuw.

## Gevangenschap
Op 19 november 1659 strandde het schip van Robert Knox en zijn vader, ook Robert Knox genaamd, aan de oostkust van Ceylon, het huidige Sri Lanka. De gehele bemanning werd gevangengenomen door de troepen van koning Rajasingha II, die heerste over de binnenlanden van Sri Lanka. Omdat Rajasingha in oorlog was met de Nederlandse VOC, die vanuit verschillende forten over de kustgebieden van Sri Lanka heerste, besloot hij de Engelsen niet vrij te laten. Knox en zijn vader werden ondergebracht in een dorp in het midden van Rajasingha's koninkrijk. Hier werden zij goed verzorgd, en konden zij na verloop van tijd zelfs hun eigen boerderij opbouwen. De Engelse gevangenen konden relatief vrij reizen door het koninkrijk, maar konden niet uit het goed bewaakte koninkrijk ontsnappen. Na een aantal jaar gevangenschap trouwden veel van de bemanningsleden, die allen verspreid in het koninkrijk werden ondergebracht, met inheemse vrouwen. Knox bleef echter ongehuwd. Hij bouwde een groot landgoed op, leerde de taal van de Singalezen en kreeg zelfs een pleegkind. In 1679 wist Knox samen met zijn collega Stephen Rutland te ontsnappen uit het koninkrijk. Na een zware tocht door de dichtbegroeide oerwouden van Sri Lanka bereikten de twee een fort van de VOC. Door de Nederlanders werden Knox en zijn metgezel eerst overgebracht naar het plaatselijke hoofdkwartier in Colombo. Daarna konden ze meevaren met de vertrekkende gouverneur van Ceylon, Rijcklof van Goens de Jonge, naar het Aziatische VOC-hoofdkwartier in Batavia. Daar werden zij ontvangen door gouverneur-generaal Rijcklof van Goens die zeer geïnteresseerd was in alle kennis die Knox in het binnenland van Ceylon had opgedaan. Vanuit Batavia reisden Knox en Rutland vervolgens met een Engels schip terug naar Londen.

## Boek
Het grootste deel van zijn boek schreef Robert Knox tijdens zijn terugreis naar Engeland. Het boek bevatte naast het verhaal over Knox' gevangenschap ook een uitgebreide beschrijving van de cultuur en natuur van het Ceylonese binnenland. Knox schreef onder andere over de flora, fauna, landbouw, religie, kastes, rituelen, gewoontes en zelfs de magie, huwelijken, vrijetijdsbesteding en rouwrituelen van de inwoners van het Kandiaanse koninkrijk. Hoewel Knox aanvankelijk niet van plan was om zijn boek te publiceren, gebeurde dit in 1681 toch. Dit gebeurde vooral op aandringen van natuur- en meetkundige Robert Hooke. Hooke was een van de belangrijkste wetenschappers van dat moment en was lid van de in 1660 opgerichte Royal Society, de Britse academie voor wetenschappen. Het boek werd voorzien van gravures die de meest opvallende zaken uit de Singalese cultuur uitbeeldden. Knox beschreef ook enkele VOC ambassadeurs die aan het hof werden vastgehouden, waaronder de door Raja Singha zeer geliefde Hendrick Draeck, die er in 1670 stierf, en de soldaat Henricus van Bijstervelt, die na 8 maanden wist te ontkomen. De laatste schreef een rapport over zijn belevenissen dat bewaard is gebleven. Volgens Knox verbleven er toen hij vertrok nog ongeveer 50 of 60 Nederlanders onder verschillende omstandigheden. Ze houden, zo schreef hij, erg van arrack, en behandelen alle Singalezen als gelijken, ook de laagste kasten. De hogere standen in Kandy ervoeren dat als beledigend, en concludeerden dat ook de Nederlanders wel afkomstig moesten zijn uit een lage kaste.
Onder academici werd het boek een groot succes. Al snel werd de Historical Relation vertaald in het Frans, Duits en Nederlands. John Locke gebruikte het reisverhaal in een van zijn eigen werken. Ook de beroemde roman Robinson Crusoe van Daniel Defoe zou deels gebaseerd zijn op de ervaringen van Robert Knox.